# Erythrodiplax amazonica
Erythrodiplax amazonica – gatunek ważki z rodziny ważkowatych (Libellulidae). Występuje na terenie Ameryki Południowej.